# 大内義隆
大内 義隆（おおうち よしたか）は、戦国時代の武将、守護大名・戦国大名・公卿。周防国の在庁官人・大内氏の第16代当主 。
第15代当主・大内義興の嫡男。母は正室の内藤弘矩の娘。周防・長門・石見・安芸・豊前・筑前の守護を務めた。官位は従二位兵部卿兼大宰大弐兼侍従兼参議。義隆の時代には領土的に全盛期を迎えるとともに大内文化が爛熟した。しかし、文治政治に不満を抱いた家臣の陶晴賢に謀反（大寧寺の変）を起こされ、義隆と一族は自害した。

## 生涯

### 出生から少年期まで
永正4年（1507年）11月15日、周防・長門・石見・豊前4か国の太守である大内氏の第15代当主・大内義興の嫡子として大内氏館で生まれる。母は長門守護代の内藤弘矩の娘である。
幼名は亀童丸（きどうまる）というが、これは父や祖父の政弘ら歴代当主の名乗ったものである。義隆は幼少時から嫡子としての地位を明確にされ、同時に大内家で歴代に渡り家督相続時に発生した内紛を予防するために名乗らされていた。義隆は幼児期は乳母や多くの女に囲まれて成長した。少年期になると介殿様と呼ばれたが、これは周防介の略であり、大内家当主の地位として世襲されたものであり、義隆が嫡子として扱われていた証左である。なお、義隆が周防介になった年は明確ではないが、永正17年（1520年）の時点で義隆を介殿様と記していることから（『高嶺太神宮伝記』）、この頃に周防介に叙任されたと考えられている。また、その前後に将軍・足利義稙から偏諱を受けて元服し、義隆と名乗っている。

### 家督相続
元服後の大永2年（1522年）から父に従い、大永4年（1524年）には父に従って安芸国に出陣する。この時は5月に別働隊を率いて岩国永興寺へ、6月に厳島へ入り、7月に重臣の陶興房とともに安芸武田氏の佐東銀山城を攻めた。しかし8月に尼子方として救援に赴いた毛利元就に敗退する。また山陰の尼子氏とも干戈を交えた。この頃に京都の公卿・万里小路秀房の娘・貞子を正室に迎えた。この最中の大永3年（1523年）に寧波の乱が勃発しており、その後大内氏は東シナ海の貿易を独占している。
享禄元年（1528年）12月に父が死去したため、義隆は22歳で家督を相続する。大内家では家督相続の際に一族家臣の間での内訌が起こることが常態化していたが、義隆相続の際には起こっていない。これは義隆の弟・弘興の早世による親族の欠如と、重臣の陶興房の補佐によるところが大きいとされている。
享禄2年（1529年）12月23日に従五位上に叙され、享禄3年（1530年）10月9日に父祖と同じ左京大夫に任命された。

### 勢力拡大
享禄3年（1530年）からは九州に出兵し、北九州の覇権を豊後国の大友氏や筑前国の少弐氏らと争う。家臣の杉興運や陶興房らに軍を預けて少弐氏を攻めた。そして肥前国の松浦氏を従属させ、さらに北九州沿岸を平定して大陸貿易の利権を掌握した。しかし杉興運に行なわせた少弐攻めでは、少弐氏の重臣・龍造寺家兼の反攻にあって大敗を喫した（田手畷の戦い）。
天文元年（1532年）、大友氏が少弐氏と結んで侵攻してくると、義隆は長府に在陣し、北九州攻略の大義名分を得るために大宰大弐の官職を得ようと朝廷に働きかけるが失敗した。
天文3年（1534年）、龍造寺家兼を調略して少弐氏から離反させ、少弐氏の弱体化を図った。また陶興房に命じて大友氏の本拠地豊後を攻略しようとするが失敗する（勢場ヶ原の戦い）。しかし、義隆は一方で北肥前にいた九州探題・渋川義長を攻め、渋川氏を滅亡に追い込んだ。
この年、後奈良天皇の即位礼に合わせて20万疋（2千貫）を朝廷に寄進し、翌年あらためて大宰大弐への叙任を申請する。天皇は一旦許可したものの、これは1日で取り消されている。
天文5年（1536年）5月16日、大宰大弐に補任され、同日には昇殿が許されている。北九州攻略の大義名分を得た義隆は、9月に龍造寺氏とともに肥前多久城での戦いで少弐資元を討ち滅ぼし、北九州地方の平定をほぼ完成させた。このとき龍造寺氏の本家の当主・龍造寺胤栄を肥前守護代に任じている。
天文6年（1537年）、室町幕府第12代将軍・足利義晴から幕政に加わるよう要請を受けて上洛を試みるが、山陰を統一して南下の動きを示していた尼子氏に阻まれ、領国経営に専念するためにこれを断念した。
天文7年（1538年）に将軍・義晴の仲介により宿敵・大友義鑑と和睦している。
天文8年（1539年）、父の代からの補佐役であった陶興房が病没している。
天文9年（1540年）、尼子経久の孫・詮久（のちの晴久）が安芸国へ侵攻し、大内氏の従属下にあった毛利元就の居城である吉田郡山城を舞台に戦った（吉田郡山城の戦い）。義隆は陶興房の子・隆房（後の晴賢）を総大将とした援軍を送り尼子軍を撃破する。以後は尼子氏に対して攻勢に出ることになり、天文10年（1541年）には尼子方の安芸武田氏（武田信実・信重ほか）と友田氏（友田興藤）を滅ぼして安芸国を完全に勢力下に置いた。

### 義隆の朝廷への献金と朝儀再興への貢献
後奈良天皇の即位料として朝廷へ献金した天文3年以降、ほぼ毎年のように「今年の御礼」と称して3000疋～4000疋程度献金している
近年の研究では、義隆の献金により朝儀が再興されたことが確認されており、大永3年以降中絶していた白馬節会・叙位・県召除目の再興の費用として、天文6年に10万疋を献上、翌年から三朝儀が再興されており、。天文7年には元日節会も再興されている。また、天文10年には筑前国から節会用脚200疋が献上されている。
このほか、下って天文19年（1550年には、元日節会・白馬節会・踏歌節会・叙位の費用として200疋が義隆より進上されているなど、義隆は再興されていない踏歌節会にもかかわっており、義隆は朝儀の再興に関係していることが指摘され、将軍家に代わる立場であったと考察されている。

### 文治体制
天文10年11月、尼子経久が死去すると、天文11年（1542年）1月に義隆自ら出雲国に遠征して尼子氏の居城月山富田城を攻囲するが、配下の国人衆の寝返りにあって晴久に大敗した（月山富田城の戦い）。従来、義隆はこの敗戦により寵愛していた養嗣子の大内晴持を失ったことを契機に領土的野心や政治的関心を失い、以後は文治派の相良武任らを重用するようになったため、武断派の陶隆房や内藤興盛らと対立するようになったとされてきた。しかしそれは現在では否定されている。月山富田城の戦いの翌年・天文12年（1543年）には姉婿の大友義鑑の次男・塩乙丸（後の大内義長）を猶子とし、大友氏との関係を改善している上、石見国では小笠原長雄を従属させ、備後国では神辺合戦や布野崩れに勝利し、大内氏の最大版図を築いている。また、相良氏は大内政弘の頃から大内氏に仕えており、敗戦とそれによる失意によって武任を重用したわけではない。
天文16年（1547年）、兵部卿に任じられ、天竜寺の策彦周良を大使に任じて最後の遣明船を派遣している。
天文17年（1548年）、龍造寺胤信と同盟する。胤信は義隆からの偏諱によって隆信と名乗った。隆信は大内氏の力を背景に隆信の家督相続に不満があった家臣たちを抑え込んだ。
同年8月、山口に来たフランシスコ・ザビエルを引見したが、ザビエルが汚れた旅装のままで面会に臨む、ろくな進物も持たないなど礼を大いに欠いていたことから義隆は立腹し、布教の許可は下さなかった。ザビエルは畿内へ旅立った。同年、陶・内藤らが謀反を起こすという情報が流れ、義隆は一時大内軍を率いて館に立て籠もったという。このときの反乱は風評に終わる。側近の冷泉隆豊は陶ら武断派の討伐を進言したが義隆はこれを受け入れなかった。
天文20年（1551年）3月27日、山城権守に任官したとされてきたが、近年の研究により、義隆が当該職を称した記録は見つかっておらず、「県召除目聞書」、「県召除書部類」にも記載が無いことが確認されている。
同年4月下旬、ザビエルを再び引見する。ザビエルはそれまでの経験から、貴人との会見時には外観が重視されることを学んでおり、今回は一行を美麗な服装で飾り、珍しい文物を義隆に献上した。献上品には、本来なら天皇に捧呈すべく用意していたポルトガルのインド総督とゴア司教の親書のほか、望遠鏡・洋琴・置時計・ガラス製の水差し・鏡・眼鏡・書籍・絵画・小銃などがあったという。義隆は、ザビエルに対して布教の許可を与え、その拠点として、大道寺を与えた。

### 山口遷都計画と大寧寺の変

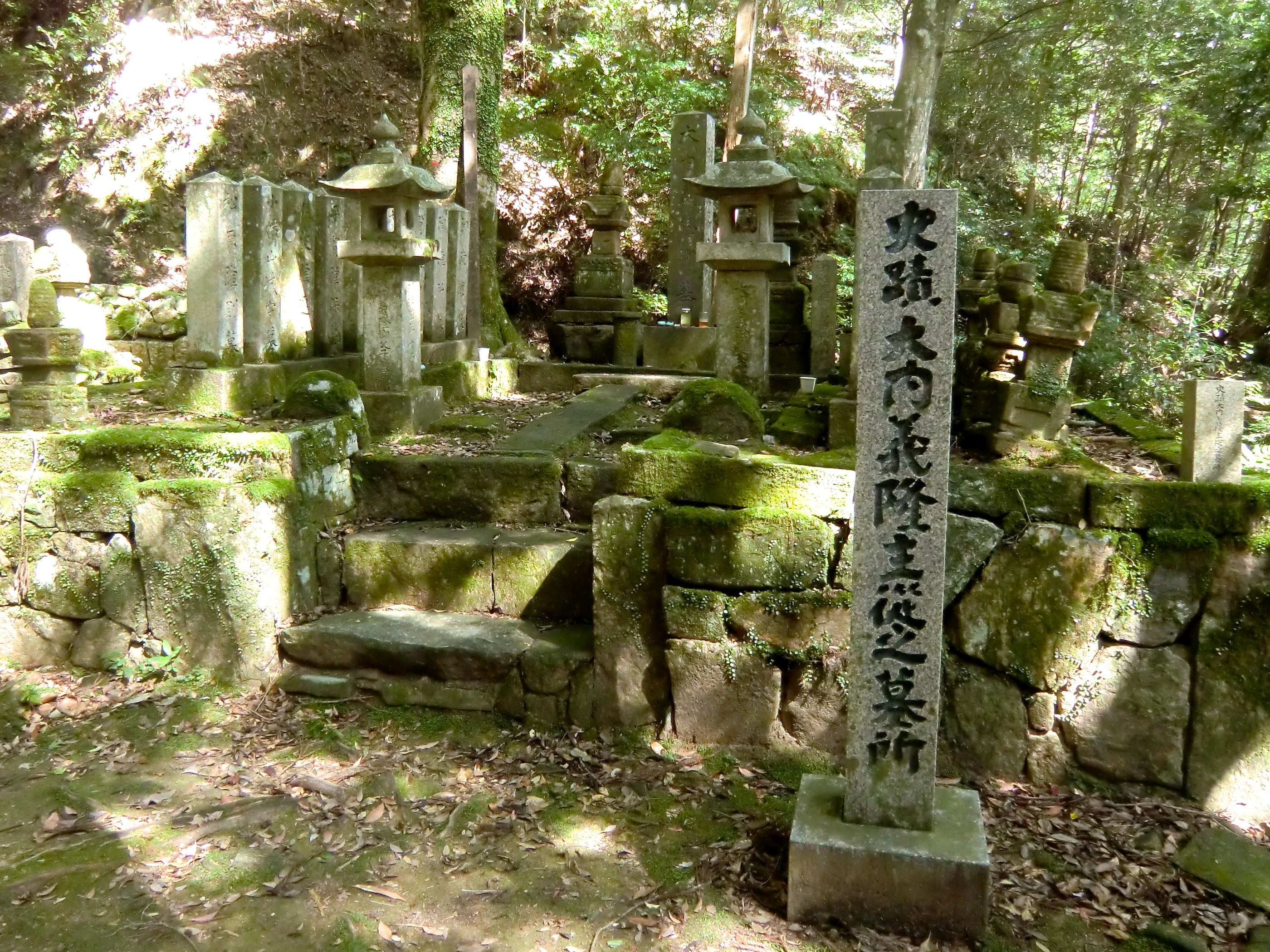
大寧寺（長門市）にある大内義隆主従の墓所

義隆は後奈良天皇や三条公頼・二条尹房といった朝廷儀礼に通じた公卿達とともに山口遷都計画を起こしたが（中国治乱記は「天子も此方ヘ移奉るべき由大内殿けっこうありければ。」としている）、天文20年（1551年）8月末、陶隆房ら（周防国守護代）が「京都の上意」を受けたとして謀反の兵を挙げた。重臣の内藤興盛（長門国守護代）もこれを黙認し、義隆を救援することはなかった。
義隆は親族である津和野の吉見正頼を頼ろうとしたが暴風雨のために身動きがとれず、長門深川の大寧寺までたどり着くとそこに立て籠もった。義隆に従った一門の重臣・冷泉隆豊の奮戦ぶりが目覚ましかったが、所詮は多勢に無勢で、9月1日の10時頃に義隆は隆豊の介錯で自害した。享年45。辞世は「討つ者も 討たるる者も 諸（）ともに 如露亦如電（） 応作如是観（）」と伝わる。
義隆の実子の大内義尊も、9月2日に陶軍に捕らえられ殺害された。義隆・義尊の死により、周防大内氏は事実上滅亡した。またこの時周防国に滞在していた三条公頼や二条尹房をはじめとする多くの公家たちもこの謀反に巻き込まれ殺害された。
かつては、義隆は家中や領民の動向が見抜けず、公卿的生活を尚んだ中央指向の姿勢を貫くため、国情を無視して臨時課役を増したことが悲劇につながったとされていた。しかしそれは現在の研究では否定されており、6カ国の守護であったことに加え、石見銀山や遣明船の独占など、大内氏は資金源を多数確保していたことから、領民を無視して献金をしていたとは考えられていない

## 没後
毛利元就は長年大内義隆から少なからざる恩顧を受け、その後援もあって毛利氏の勢力を拡大しており、また、義隆の養女となった尾崎局が毛利隆元の正室となって大内氏と毛利氏の縁戚関係を結んでいたことから、毛利氏は累代に渡って義隆の年忌供養や墳墓の修補、義隆を祀る神社の造営などを行った。

### 年忌供養

#### 二十五回忌
天正3年（1575年）8月15日、義隆の養孫にあたる毛利輝元が義隆の菩提寺である龍福寺に宛てて、「今年は義隆の二十五回忌であるため、その弔いを自ら一廉申し付けたいが、万事繁多であるため、近臣の有増某に申し付けた。委細の趣は山口の児玉元貫、国司就信、黒川著保らが申すので、引き合わせて然るべく執行していただきたい」という旨の書状を送り、合わせて義隆の衣冠姿の肖像画を描かせ、義隆自刃の際に戒を授けた大寧寺の住持で、龍福寺の元住持でもあった異雪慶珠が賛を記し、龍福寺に納めている。その後、義隆の忌日である9月1日に二十五回忌の法会が龍福寺において執り行われたと考えられている。

#### 三十三回忌
天正11年（1583年）閏1月12日、毛利輝元は山口奉行の市川経好、国司就信、国司元信、黒川著保、内藤元輔、信常元実に対し、「大内義隆追善の趣の委細は龍福寺にも申し伝えているので、相談して当春中に執り行うことが肝要である」と命じている。このことから、義隆の三十三回忌の法会は義隆の忌日である9月1日ではなく、春に繰り上げて龍福寺にて執り行われたと考えられている。

#### 百五十回忌
元禄13年（1700年）9月1日、長州藩4代藩主・毛利吉広は龍福寺に名代として冷泉祐豊を派遣して供養の茶会を開き、茶会の費用としての米5俵と香典としての銀子2枚を寄進した。また、義隆の墓がある大寧寺には名代として前大津代官を派遣し、香典として銀子1枚を寄進して義隆の霊を弔った。

#### 二百回忌
寛延3年（1750年）9月1日、長州藩6代藩主・毛利宗広は名代として龍福寺に冷泉六兵衛、大寧寺に前大津代官の長崎四郎兵衛を派遣し、百五十回忌と同様の行事と寄進を行って義隆を供養した。また、山口代官の坂次郎右衛門と山口在番検使の天野勘左衛門が龍福寺の茶会への立ち合いを命じられた。

#### 二百五十回忌
寛政12年（1800年）9月1日、長州藩9代藩主・毛利斉房は名代として龍福寺に冷泉六郎右衛門、大寧寺に前大津代官の戸田又右衛門を派遣し、二百回忌と同様の行事と寄進を行って義隆を供養した。また、山口代官の吉井平右衛門と山口在番検使の岡忠兵衛が龍福寺の茶会への立ち合いを命じられた。

#### 三百回忌
嘉永3年（1850年）9月1日、長州藩13代藩主・毛利慶親（後の毛利敬親）は名代として龍福寺に冷泉秋平、大寧寺に前大津代官の波多野正左衛門を派遣し、二百五十回忌と同様の行事と寄進を行って義隆を供養した。また、山口代官の馬淵弥三郎と山口在番検使の楊井孫右衛門が龍福寺の茶会への立ち合いを命じられた。

## 人物・逸話

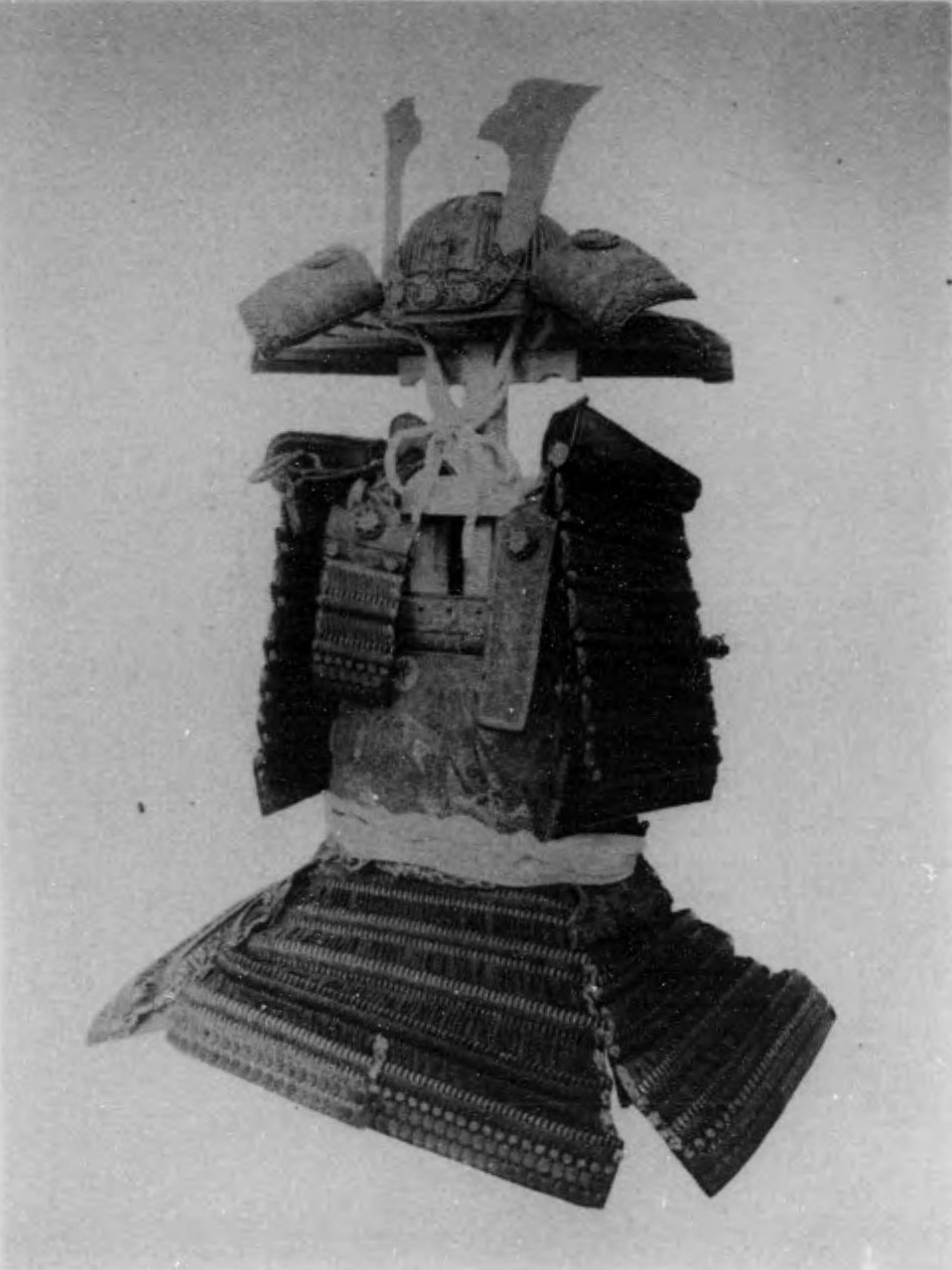
藍韋肩赤威甲冑（重要文化財）、天文11年（1542年）5月20日に義隆が厳島神社へ奉納した大鎧。

- 幼少時の逸話として、子どもたちが銭を玩具にして遊んでいたのを見て、義隆も銭で遊びたいと守役の杉重矩に言った。すると重矩は「主君となるべき人が、銭のような汚らわしい物を見るのは恐れ多い」として銭を黄金の笄（）で突き刺し、そして笄と一緒に銭を汚物の中に投げ捨て、それを義隆に見せていかに銭が武士にとって賤しいかを認識させたという（『武者物語』）。
- 大内氏は家督継承の度に内乱が発生していたが、義隆相続のときは数少ない例外である。父・義興の力もあるが、歴代で義隆の政権初期が最も安定していたことも窺える。
- 義隆は文化的関心が強く、文治主義的な戦国大名として知られている。三条西実隆などの文化人とも交流し、和歌や連歌、芸能など公家文化への関心を示す。また、朝廷への進物を行って官職を望み、束帯姿で牛車に乗るなど貴族趣味を持っていたと言われる。学問においても古道を好む事や花押の形式などから、復古主義的な性格を持った人物であったと考えられている。しかしそれは大内氏歴代に見られる傾向であり、またこの時代の山口は西の京、当時において京都や小田原と並ぶ都市として繁栄の極みを迎えた。
- 政策においても保守的で、奢侈禁止令や段銭徴収に関する法令を発布する。寺社の復興に寄進し、大宰大弐となると大府宣を布告した。さらに義隆とその家臣団の官位も他の戦国大名のような自称官位ではなく、朝廷に奏請して賜っている本当の官位である[10]。このように、復古的な政治が多く見られる。
- 中国の明や李氏朝鮮と交易を行い、大内氏は管領家の細川氏と抗争して日明貿易（勘合貿易）を独占する。朝鮮からは『大蔵経』などを典籍を輸入し独自に大内版を出版する。義隆は山口を京都のような条坊制の都市に整え、城郭は構えずに大内館を居所とした。キリスト教の宣教師で来日していたイエズス会士 フランシスコ・ザビエルを招いて山口における布教を許可するなど、開明的な人物であった。義隆が冴えを失ったのは武断派である陶隆房らが強行した尼子攻めの敗北が原因でもあるとされている。
- 陶隆房との対立の原因は、文治・武断の対立のほかに、陶氏がかつて横領した東大寺の旧領を返還しようとしたからだともされている。ここにも義隆の復古的な行動が見られる。
- 嫡男の死後、公家の文化に傾倒し、文弱的傾向に溺れたとされることが多いが、これは軍記物語に由来する誤った認識である。義隆の曽祖父・大内教弘と祖父・大内政弘の位階は贈従三位、父・大内義興の位階は従三位、義隆自身は最終的に従二位に叙されているように、室町時代において武士の身ながら4代続けて三位以上の位階に叙されていた大内氏は「公家かぶれ」ではなく「公家そのもの」であった[17]。また、文治派を形成することで大名自身と近臣からなる家臣団による大名権力の強化を図るなどしている。このため、政治的権力は強化されたが、軍事面を守護代や豪族に一任していたため、逆に守護代の独立性を強化することにもつながってしまった。ただし、一方においては、租税徴収などの行政権限の大半を山口にいた奉行人や彼らに派遣された郡代（文治派を構成する人々）によって掌握され、かつ軍事活動が低調になっていくと、軍事的権限を背景とした守護代の大内氏家中における発言力が喪失してしまう結果となり、これによって陶隆房ら守護代の方が却って追い詰められていったとする見方もある。
- 義隆は、朝廷に多額の献金をして奏請し、自分の家臣たちを任官させた。その中には、有道保国・山口興家・筑紫海静・漢人着朝など、実在が確認されておらず、縁起の良い名前をつけた想像上の人物と考えられる家臣が含まれている。義隆の茶目っ気を表すとともに、任官を求めるだけの豊かな財力を持っていたことを示している。
- ルイス・フロイスが記した『日本史』によると、義隆は衆道を好み、ザビエルがキリスト教の立場から男色を非難する発言をすると、激怒してザビエルを退出させたという逸話が記されているが、ザビエル本人がイエズス会に宛てた手記によると、義隆は1時間以上に及ぶザビエルらの説法を注意深く聞き、最後には義隆自らザビエルらを見送る等、丁重な扱いをしていたことが記されている。ザビエルに激怒したという逸話の出典であるルイス・フロイスの『日本史』は大寧寺の変から30年以上後に記されたものであり、フロイスの来日も義隆やザビエルの死後10年以上経ってからであるため、フロイスによる義隆評は伝聞によるものであり、誇張されたものであることが指摘されている。
- 義隆が陶隆房を寵愛していた頃、馬で五時間もかけて会いに行ったが、隆房が深く眠っていたために和歌を残し帰還したという話がある。
- 『陰徳太平記』などには「又四郎隆景は、容姿甚だ美なりしかば、義隆卿 男色の寵愛浅からずして」との一文に小早川隆景が義隆と衆道関係にあったことが記されているが、同書は文学としての側面が強く信用のおける資料とは言い難い。また隆景・陶隆房の他にも清ノ四郎、安富源内などが義隆の寵愛を受けた人物とされている。
- 存命中は周辺国武士には畏怖されていたが、箱崎宮を再建したり厳島神社、宇佐神宮など多くの寺社を手厚く保護したことから僧侶からの評判は高く、文化人、公家にも「末世の道者」と称えられていた。
- 当時博多祇園山笠の舁（か）き山は12本あったが、義隆が山口の祇園会に6本を分けたために、博多山笠の舁き山が6本になった[33]。

## 官歴
※日付は旧暦
- 年月日不明、従五位下
- 永正11年（1514年）12月23日、従五位上に昇叙。
- 享禄元年（1528年）、周防・長門・石見・安芸・豊前・筑前6ヶ国守護職
- 享禄3年（1530年）、左京大夫に任官
- 天文元年（1532年）10月29日、正五位下に昇叙、周防介を兼任。
- 天文2年（1533年）、筑前守に転任。
- 天文3年（1534年）4月30日、従四位下に昇叙。
- 天文5年（1536年）
  - 5月16日、大宰大弐へ転任、左京大夫と筑前守を止む。
  - 12月28日、左兵衛権佐を兼任。
- 天文6年（1537年）1月6日、従四位上に昇叙。
- 天文7年（1538年）
  - 3月8日、周防介再任、大宰大弐と左兵衛権佐。
  - 6月、兵部権大輔を兼任、左兵衛権佐を止む。
- 天文8年（1539年）1月5日、正四位下に昇叙。
- 天文9年（1540年）3月24日、伊予介を兼任。
- 天文10年（1541年）12月27日、従三位に昇叙。
- 天文13年（1544年）1月5日、侍従を兼任。
- 天文14年（1545年）、正三位に昇叙。
- 天文16年（1547年）3月19日、兵部卿を兼任。
- 天文17年（1548年）、従二位に昇叙。
- 天文19年（1550年）、参議を兼任。

## 系譜
- 父：大内義興[1]
- 母：内藤弘矩娘
- 兄弟
  - 姉：土佐一条房家室[1]。頼房、義房の母[1]。
  - 姉：大友義鑑室[1]。
  - 姉：大宮姫（初め吉見隆頼室、隆頼死後は弟の吉見正頼室）[1]
  - 大内義隆
  - 弟：大内弘興[1]
  - 妹：細川氏之室[1]。少少将[1]。
  - 妹：足利義冬室[1]。義親、義助、義理の母[1]。
- 正室：万里小路秀房の娘
- 継室：おさい（官務家 小槻伊治の娘[1]）
  - 長男：大内義尊[1]
- 側室：内藤興盛の娘[1]
  - 次男：大内義教[1]
- 生母不詳
  - 女子：大内珠光。父義隆と同じ場所で自害する、15歳[1]。法名は幻了院電影珠光信女[1]。
  - 三男：歓寿丸
  - 四男：大内義胤
- 養子
  - 大内晴持（父：一条房家）[1]
  - 大内義長（父：大友義鑑）
  - 尾崎局（父：内藤興盛）[1]

## 偏諱を与えた人物
家臣団
- 安東隆所
- 伊佐隆光
- 大田隆通
- 大林隆廉
- 岡屋隆秀
- 岡部隆景
- 小原隆言
- 河屋隆通
- 来原隆用
- 神代隆綱
- 雑賀隆与
- 雑賀隆利
- 雑賀隆知
- 財満隆久
- 神保隆常
- 陶隆房（晴賢）
- 陶隆満
- 陶隆秋
- 杉隆景
- 杉隆真（のち厳島神主）
- 杉隆重（彦七）
- 杉隆相（与次郎→勘解由判官→美作守）
- 杉隆宣
- 杉隆宗（兵庫助）
- 杉隆行（修理進）
- 杉隆哉（因幡守）
- 杉隆泰（子に鎮頼）
- 問田隆盛
- 内藤隆時
- 内藤隆貞
- 内藤隆春
- 内藤隆安
- 内藤隆世
- 中山隆宗
- 新屋隆澄
- 新屋隆溢（「赤間関役人」）
- 貫隆仲
- 沼間隆清
- 弘中隆兼
- 弘中隆助
- 仁保隆在
- 仁保隆兼
- 仁保隆慰
- 野田隆方（隆徳の父もしくは兄ヵ）
- 野田隆徳
- 深野隆弘
- 福島隆弘
- 細川隆是
- 龍崎隆輔
- 冷泉隆豊（初め隆祐）
- 山崎隆次
- 山崎隆方
- 柿並隆正
- 柿並隆幸
- 桑原隆祐
- 伊香賀隆正
- 町野隆風
- 町野隆親
- 町野隆信
- 町野隆治
- 松原隆則
- 右田隆量
- 右田隆次
- 右田隆俊
- 右田隆正
- 安富隆命
- 矢田隆直
- 矢田隆通
- 鷲頭隆政

長門国
- 青景隆著
- 青景隆在
- 青景隆時
- 阿川隆康
- 阿川隆次
- 岡部隆景
- 椙杜隆康
- 竹中隆光（忌宮神社神官）
- 竹中隆国（忌宮神社大宮司）
- 山田隆貞（住吉神社神官)
- 清原隆所（亀山八幡宮神主）

安芸国
- 阿曽沼隆郷
- 天野隆重
- 天野隆良（藤内）
- 天野隆綱
- 小早川隆景[34]
- 己斐隆次
- 宍戸隆家
- 白井隆徹
- 野間隆実
- 乃美隆興
- 平賀隆宗
- 平賀隆保
- 三須隆経
- 三吉隆信（粟屋隆述）
- 毛利隆元

備後国
- 有地隆信
- 江田隆連
- 三吉隆亮
- 山内隆通
- 杉原隆盛

石見国
- 岡隆信
- 佐波隆連
- 佐波隆秀
- 宍道隆慶
- 都治隆行
- 福屋隆兼
- 福屋隆助
- 福屋隆任
- 三隅隆周
- 温泉隆長
- 吉見隆宗
- 吉見隆頼

出雲国
- 河本隆任
- 河本隆政
- 宍道隆慶

伊予国
- 村上隆勝
- 村上隆重
- 村上隆吉

豊前国
- 佐田隆居
- 時枝隆令
- 宝珠山隆種
- 山田隆朝

筑前国
- 麻生隆実
- 麻生隆春
- 麻生隆守
- 麻生隆延
- 大村隆成
- 河津隆業
- 河津隆家
- 西郷隆頼
- 原田隆種
- 黒川隆像（宗像氏男）
- 黒川隆尚（宗像正氏）

肥前国
- 松浦隆信
- 龍造寺隆信（隆胤）